# A sötét lovag visszatér
A sötét lovag visszatér (más néven Batman: A sötét lovag visszatér) egy 1986-ban megjelent, Batman-ről szóló négyrészes képregény minisorozat, melyet Frank Miller írt, valamint Miller és Klaus Janson illusztrált. Mikor a sorozatot egyetlen kötetbe sűrítették, az első füzet címét adták az egész képregénynek. A képregény egy alternatív történetet mesél el, melyben Bruce Wayne 55 éves és visszatér Batman jelmezébe, hogy harcoljon a bűnnel szemben, azonban szembe kell szállnia a Gothami rendőrséggel és az Egyesült Államok kormányával is. A történet bemutatja Carrie Kelley-t, mint az új Robint, valamint a végén összecsap benne Batman és Superman.
2001-ben készült egy háromrészes folytatás The Dark Knight Strikes Again néven, valamint 2015-ben egy 8 részes folytatás, a Miller és Brian Azzarello által írt The Dark Knight III: The Master Race. 2016. június 15-én jelent meg a Dark Knight Returns: The Last Crusade című 64 oldalas képregény, mely az eredeti sorozatnak az előzménye. A All Star Batman & Robin, the Boy Wonder című képregény sorozat Miller szerint szintén A sötét lovag visszatér előzménye.
A DC Multiverzumban A sötét lovag visszatér és az ahhoz tartozó képregények a Föld-31-hez tartoznak.

## Cselekmény
A cselekmény a közeli jövőben lévő Gotham városban zajlik, melyben Bruce Wayne már 55 éves. Ekkor már 10 éve abbahagyta a bűnüldözést Jason Todd, a második Robin halálának hatására (mint később kiderült, Joker emberei ölték meg a fiút az ő parancsára). Ez idő tájt egy új bűncsoport jön létre "Mutánsok" néven, akik bűntetteikkel folyamatosan terrorban tartják a várost. Mindeközben Harvey Dent-et  egy plasztikai műtét után (melytől arca ismét a régi lett) kiengedik az Arkham Elmegyógyintézetből, aki közvetlen ezután eltűnik. Bruce ekkor érzi indokoltnak visszatérését. Dent bombával fenyegeti a várost és váltságdíjat követel. Mikor Batman legyőzi Dentet, rájön, hogy bár a műtéttől kinézete normális lett, agya már teljesen "Kétarcú".
Batman megmenti a 13 éves Carrie Kelleyt a Mutánsoktól, aki ezután vesz magának egy Robin jelmezt, majd megkeresi Batmant, hogy segíthessen neki. Batmant a város szemétlerakójánál találja meg, ahol megküzd a Mutánsokkal. Bár a szimpla bűnözőkkel még elbánik, a Mutáns vezér már komolyabb gondot jelent számára, így Kelley eltereli a vezért, hogy Batman megmenekülhessen. Ezután a nyugdíjba vonuló James Gordon és az új Robin segítségével Batman legyőzi a Mutáns vezért. A Mutánsok ezt követően átnevezik magukat "Sons of Batman" névre, mely magyarul a "Batman Fiait" jelenti. A csoport ezután erőszakkal küzd a bűnözés ellen.
A Fehér Háznál az elnök beszél Supermannel a Gothami eseményekről és arra utal, hogy le kell majd tartóztatnia régi barátját. Ezután Supermant felvonultatják egy Latin-Amerikai országhoz, Corto Maltese szigetéhez, ahol szovjet egységekkel kell szembeszállnia, mely konfliktus akár a harmadik világháborúhoz is vezethet.
Batman visszatérésének hatására Joker felébred a katatóniából az Arkhamban, majd manipulálja pszichiáterét, hogy az beszervezze őt egy televíziós beszélgetős műsorba, ahol egy gázt bevetve megöl mindenkit, majd megszökik. Batman és Robin egy vidámparkban kapják el, ahol Joker továbbra is kíméletlenül öl embereket, majd Batman majdnem megöli. Joker, hogy az emberek azt higgyék, Batman ölte meg, öngyilkosságot követ el és eltöri a saját nyakát. Ezután megtámadja Batmant a rendőrség, akik elkezdenek vadászni a "gyilkos" Batmanre.
Superman eltérít egy orosz bombát, mely egy sivatagban ér földet. Az Egyesült Államok elektromágneses impulzust kap, melytől elszabadul a káosz. Miután Batman rájön, hogy mi történt, Robinnal összegyűjtik a megmaradt Mutánsokat és a Batman fiaikat és egyetlen, gyilkosság mentes csapatot kreálnak belőle, akik a bűnnel szállnak szembe. A csapatnak következtében Gotham válik az ország legbiztonságosabb helyévé. A kormány ezt az akciót azonban zavargásnak tekinti, így megbízzák Supermant, hogy távolítsa el Batmant. Oliver Queen segít Batmannek, mivel Supermannel már őt is eltávolíttatták régi, íjász pozíciójától, ugyanis Superman letépte a karját.
Superman találkozik Batmannel és megpróbálja meggyőzni, hogy hagyjon fel viselkedésével, azonban Batman csak harcolni akar. Mikor Superman letépi Batman vaspáncélját, Oliver meglövi őt egy kryptonit nyíllal, melytől  Superman legyengül. mint kiderült, Batman szándékosan kímélte meg Superman életét és nem egy erősebb kryptonittal lövette meg. A majdnem halálos harc azt jelentette Supermannek, hogy maradjon távol Batmantől. Ezek után Bruce szívroham áldozata lesz. Alfred Pennyworth közben elpusztítja a Batbarlangot és a Wayne házat, mielőtt ő is meghal. Bruce temetése után kiderül, hogy halála csak meg volt rendezve a saját kémiai főzetével, mely felfüggesztette a létfontosságú életjeleket. Superman mikor meghallja Bruce szívverését, rákacsint a szintén a temetésen lévő Robinra. Ezután Bruce elvezeti Robint, Íjászt és a többi követőit a barlangjához és velük folytatja a bűn elleni harcát.